# Domingo de Ulloa
Domingo de Ulloa O.P (Toro, 1536 - Valladolid, 4 de marzo de 1601) fue un dominico español que ejerció como prelado de la iglesia católica. Fue el tercer obispo de Popayán (1591-1598), igualmente gobernó las sedes episcopales de Nicaragua y Costa Rica (Actual Diócesis de León) (entre 1585 y 1591) y de Michoacán (Actual Arquidiócesis de Morelia) (entre 1598 hasta su muerte en 1601).

## Biografía
Fray Domingo de Ulloa nació en la ciudad de Toro hacia mediados del año de 1536, en una urbe muy importante de entre las que poseía la Corona de Castilla, posteriormente ingresando como religioso a la orden de predicadores.

### Episcopado
El 4 de febrero de 1585, fue designado como Obispo de Nicaragua y Costa Rica con sede en la ciudad de León durante el pontificado de Gregorio XIII, por lo que recibe su ordenación episcopal en el año de 1586. Sin embargo, fray Domingo nunca llegaría a tomar posesión de su sede episcopal, ya que el 9 de diciembre de 1591 fue nombrado como tercer Obispo de Popayán, tras la muerte del venerable Agustín de Coruña.
Durante su gobernación sobre la diócesis se encargó de iniciar la construcción de la segunda catedral de la ciudad en sustitución de la rústica choza pajiza existente, esto se atestigua en una inscripción labrada en plata enterrada como primera piedra, que fue encontrada por el obispo Salvador Jiménez de Enciso, que rezaba lo siguiente:

En tiempo de Su Santidad el Papa Clemente VIII del Rey Felipe II y don Domingo de Ulloa, Obispo de Popayán y Diego Noguera y Valenzuela, Gobernador, se empezó a edificar bajo la tutela de la Asunción de la Bienaventurada Virgen María, el 17 de diciembre de 1594.

No obstante, el 3 de abril de 1598 el papa Clemente VIII lo designó como nuevo Obispo de Michoacán,por lo que emprendió el viaje a su nueva sede episcopal que gobernó hasta su muerte el 4 de marzo de año de 1601, siendo sepultado en el convento dominico de Valladolid (Actual Morelia).
Durante sus funciones episcopales también fue el encargado de consagrar a los prelados Antonio Calderón de León, obispo de Puerto Rico (1597), y de Juan de Labrada, obispo de Cartagena (1597).